# Любов от разстояние
„Любов от разстояние“ (на английски: Going the Distance) е американска романтична комедия от 2010 г. на режисьора Нанет Бърнщайн, по сценарий на Джеф Латюлип, във филма участват Дрю Баримор, Джъстин Лонг, Чарли Дей, Джейсън Судейкис и Кристина Апългейт.